# Cistícola roquer
La cistícola roquer (Cisticola emini) és una espècie d'ocell passeriforme de la família Cisticolidae pròpia de l'Àfrica subsahariana.

## Distribució i hàbitat
L'hàbitat natural son els herbassars àrids tropicals o subtropicals. Se'l sol associar amb terrens boscosos rocosos amb clarianes irregulars d'herba.
Habitualment al peu de turons o en vegetació de ribera adjacent.

## Taxonomia
Anteriorment se la considerava coespecífica de la cistícola mandrosa (Cisticola aberrans).
Es reconeixen quatre subespècies:
- C. e. admiralis – es troba a l'Àfrica occidental;
- C. e. petrophilus – pròpia d'Àfrica central, des de Nigeraia pel nord de la República Democràtica del Congo fins a Sudan del Sud i Uganda;
- C. e. emini – es troba en el sud Kenya i el nord de Tanzània;
- C. e. bailunduensis – localitzada en Angola.